# Kim Rhode
Kimberly "Kim" Susan Rhode, född 16 juli 1979 i Whittier, Kalifornien, är en amerikansk sportskytt. Hon blev den första kvinnan och andra olympiern någonsin (efter Armin Zöggeler) att vinna medaljer vid sex raka olympiska spel när hon tog en bronsmedalj i skeetskytte vid OS i Rio de Janeiro 2016.
Rhode tog sin första olympiska medalj vid olympiska sommarspelen 1996 i Atlanta där hon tog en guldmedalj i dubbeltrap. Hon tog en bronsmedalj i samma gren vid olympiska sommarspelen 2000 i Sydney och vid OS i Aten 2004 vann hon en guldmedalj, även den i dubbeltrap. När dubbeltrapen togs bort från damernas olympiska skytteprogram bytte Rhode gren till skeetskytte där hon tog en silvermedalj vid olympiska sommarspelen 2008 i Peking, en guldmedalj vid OS i London 2012 och en bronsmedalj i Rio de Janeiro 2016.
Rhode har också vunnit ett världsmästerskap i München 2010 och tre guldmedaljer vid Panamerikanska spelen.